# Новоляпичев
Новоляпичев — хутор в Калачёвском районе Волгоградской области России. Входит в состав Ляпичевского сельского поселения. Население 360 человек (2010).

## История
В соответствии с Законом Волгоградской области от 20 января 2005 года № 994-ОД «Об установлении границ и наделении статусом Калачёвского района и муниципальных образований в его составе», хутор вошёл в состав образованного Ляпичевского сельского поселения.

## География
Расположен в юго-западной части региона, в степной зоне, в пределах Ергенинской возвышенности, относящейся к Восточно-Европейской равнине, на реке Ерик.
Уличная сеть состоит из пяти географических объектов: ул. Зелёная, ул. Кленовая, ул. Молодёжная, ул. Речная, ул. Степная
Абсолютная высота 38 метров над уровнем моря.

## Население
| 2010 |
| ---- |
| 360  |

Гендерный состав
По данным Всероссийской переписи населения 2010 года в гендерной структуре населения из 360 человек мужчин — 173, женщин — 187 (48,1 и 51,9 % соответственно).
Национальный состав
Согласно результатам переписи 2002 года, в национальной структуре населения русские составляли 77 % из общей численности населения в 383 человека.

## Инфраструктура
Развитое сельское хозяйство. Личное подсобное хозяйство.

## Транспорт
стоит на автодороге муниципального значения.
Просёлочные дороги.